# Svinice
Svinice és un poble i municipi d'Eslovàquia. Es troba a la regió de Košice, a l'est del país. El 2017 tenia 217 habitants.

## Història
La primera referència escrita de la vila data del 1311.

## Demografia
| Godina             | 1994 | 2004   | 2014   | 2024   |
| ------------------ | ---- | ------ | ------ | ------ |
| Nombre de persones | 248  | 245    | 230    | 219    |
| Diferència         |      | −1,20% | −6,12% | −4,78% |

| Godina             | 2023 | 2024   |
| ------------------ | ---- | ------ |
| Nombre de persones | 213  | 219    |
| Diferència         |      | +2,81% |